# Mauritánská vlajka

Mauritánská vlajka
Poměr stran: 2:3

Vlajka Mauritánie je tvořena listem o poměru stran 2:3 (zákonem však není poměr stanoven) se třemi vodorovnými pruhy: červeným, zeleným a červeným o poměru šířek 1:3:1. V zeleném poli je zobrazen žlutý půlměsíc s cípy k hornímu okraji. Mezi cípy je žlutá pěticípá hvězda.
Barvy v systému Pantone:
- Zelená – 354 U
- Žlutá – 012 C
- Červená – Fiery Red 18-1664 TCX (ohnivě červená)

Žlutá barva má význam země a slunce, zelená je symbolem úrody. Hvězda se srpkem a částečně i zelené pozadí má též význam islámu, který je v zemi hlavním náboženstvím. Červené pruhy, přidané k vlajce v roce 2017, symbolizují utrpení v boji za nezávislost a krev prolitou za tuto zemi.

Rozměry mauritánské vlajky
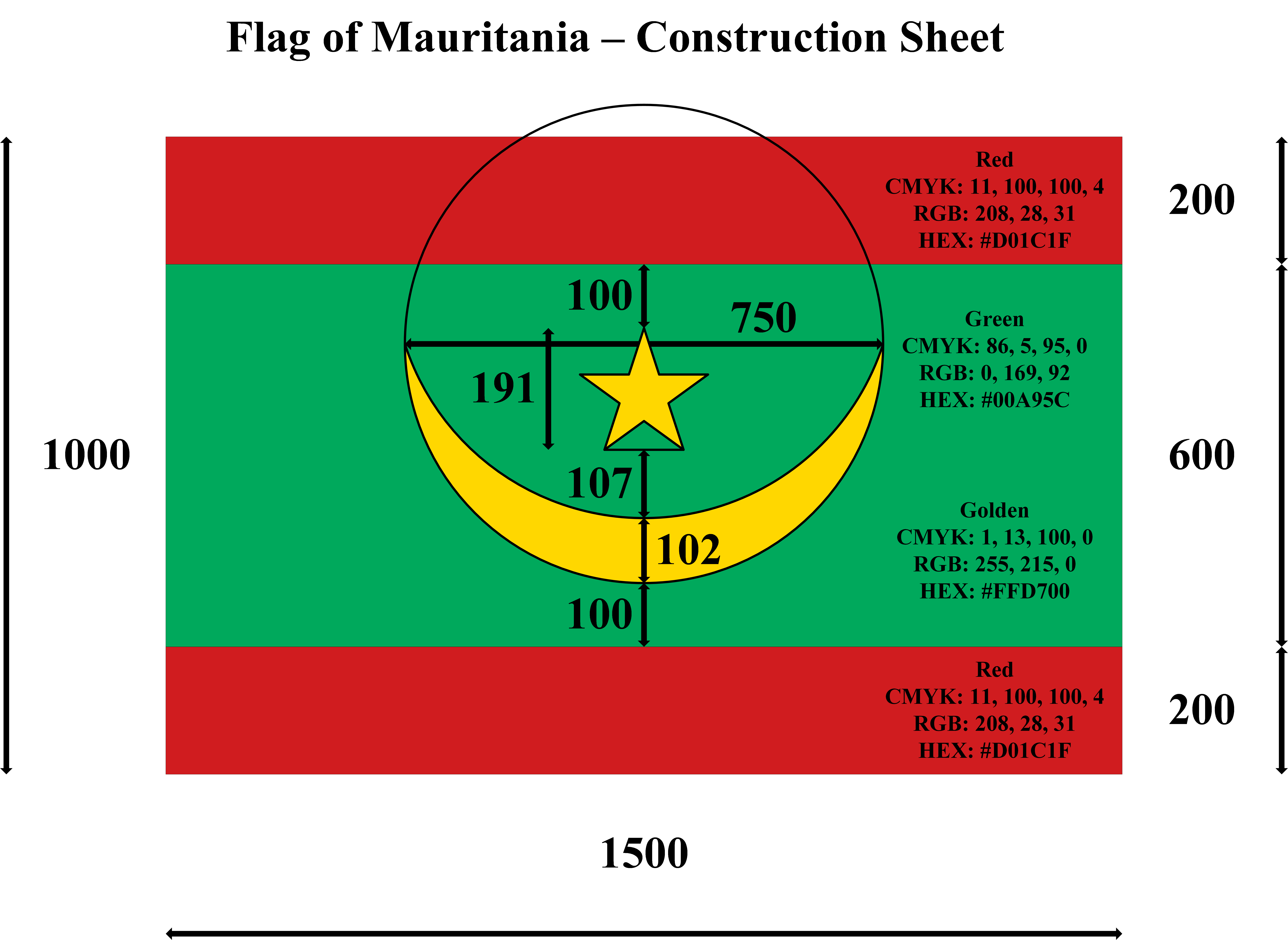
Rozměry mauritánské vlajky

## Historie
První mauritánská vlajka byla ústavně schválena 22. března 1959 a zavedena 1. dubna 1959. Stalo se tak tedy před tím, než byla 28. listopadu 1960 vyhlášena nezávislost na Francii (autonomní republikou byla Mauritánie od roku 1958).
Nová ústava z 12. července 1991 potvrdila vzhled vlajky ale zákon, který by určoval vzhled a použití vlajky, chyběl.

Mauritánská vlajka (1959–2017) Poměr stran: 2:3

### Referendum 2017
V listopadu 2016 přijala mauritánská vláda návrh na změnu ústavy, který kromě návrhu na rozpuštění senátu a umožnění prezidentovi sloužit tři volební období po sobě obsahoval i návrh na změnu vlajky a národní hymny. Původně se mělo referendum konat 15. července, ale bylo přesunuto na 5. srpna 2017. Přes rozsáhlé demonstrace a bojkoty, organizované opozicí a odpůrci prezidenta Azize, byla změna vlajky referendem schválena 85,61 % hlasů (9,99 % bylo proti). 24. srpna 2017 byl schválen Radou ministrů návrh zákona o vlajce, 12. října 2017 přijal mauritánský parlament zákon 136/17 o změně vlajky,  s tím že poprvé bude vlajka vztyčena při příležitosti dne nezávislosti. 28. listopadu 2017 byla vlajka opravdu slavnostně vztyčena ve městě Kaédi při oslavách 57. národního dne nezávislosti za přítomnosti prezidenta Azize a za zvuků nové státní hymny. 30. listopadu byl uveřejněn ve Sbírce zákonů Journal Officiel de la République Islamique de Mauritanie č. 1401 popis vlajky. 23. ledna 2018 vydalo Velvyslanectví Mauritánie v Tokiu v Japonsku  specifikaci Nozomi Kariyasu.